# Каракемер (Кордайський район)
Каракеме́р (каз. Қаракемер) — село у складі Кордайського району Жамбильської області Казахстану. Адміністративний центр Каракемерського сільського округу.
Населення — 3338 осіб (2021; 2982 у 2009, 3214 у 1999, 2558 у 1989).